# Mors Pelham
 (août 2024).

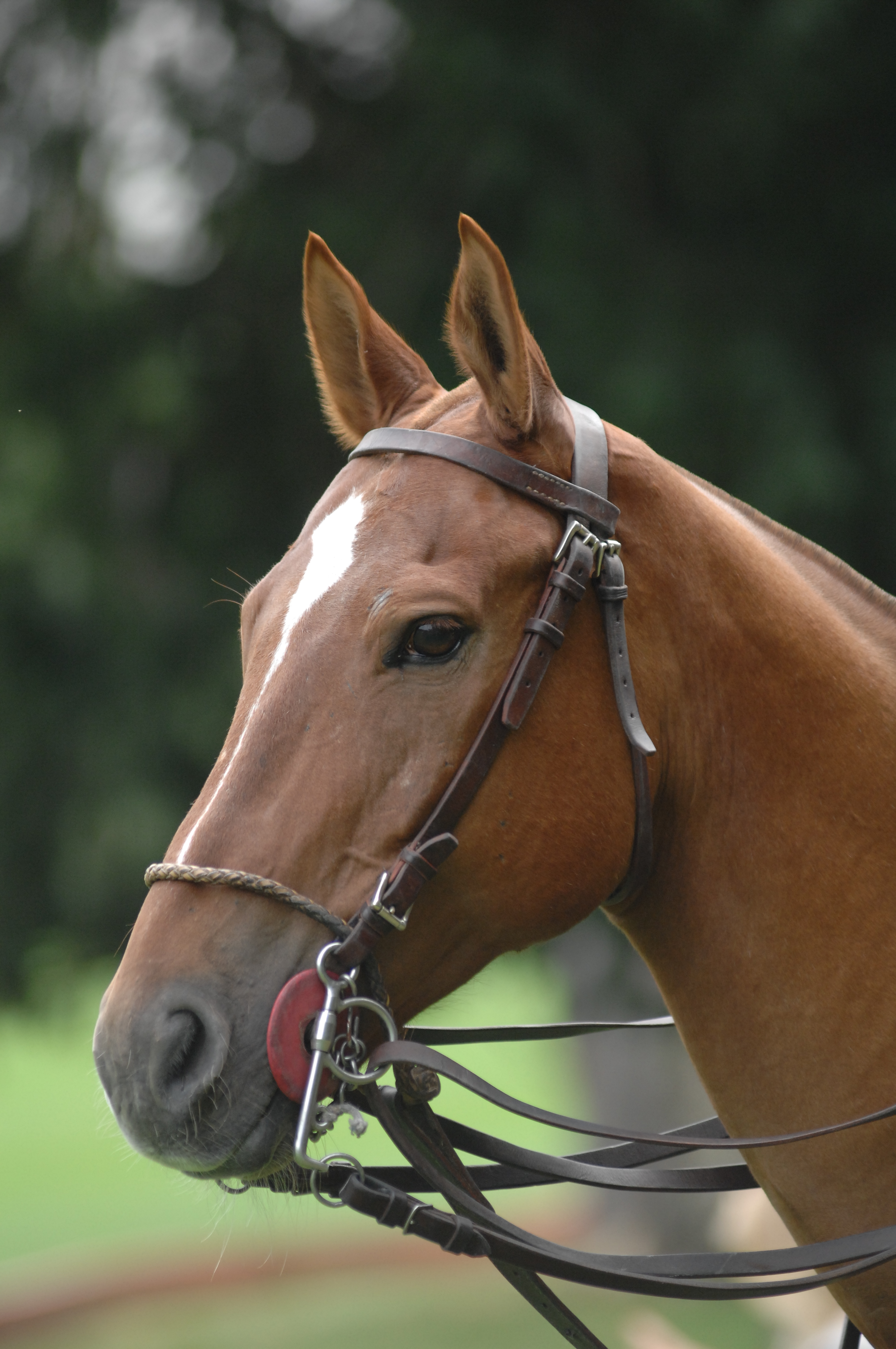
Bride et mors Pelham de polo.

Un mors Pelham, du nom de son créateur, est un mors d'équitation à gourmette plutôt puissant, assez proche d'un mors de bride. Il peut avoir un canon brisé et dispose toujours d'un gros anneau au niveau du canon, qui permet d'y fixer une seconde paire de rênes. Il agit sur les barres et le nerf mandibulaire du cheval. À ce titre, il est plutôt conseillé aux cavaliers confirmés. Souvent mal accepté par les jeunes chevaux, le mors Pelham peut engendrer chez eux des réactions violentes. Il a la particularité de combiner les actions d'un mors de filet et d'un mors de bride, pouvant s'utiliser avec deux ou quatre rênes. Il est parfois critiqué pour sa sévérité et les douleurs qu'il peut provoquer, mal utilisé, au niveau du nerf lingual et de la langue du cheval. Son action, son fonctionnement et sa sévérité varient selon le point de fixation des rênes et le serrage de la gourmette.

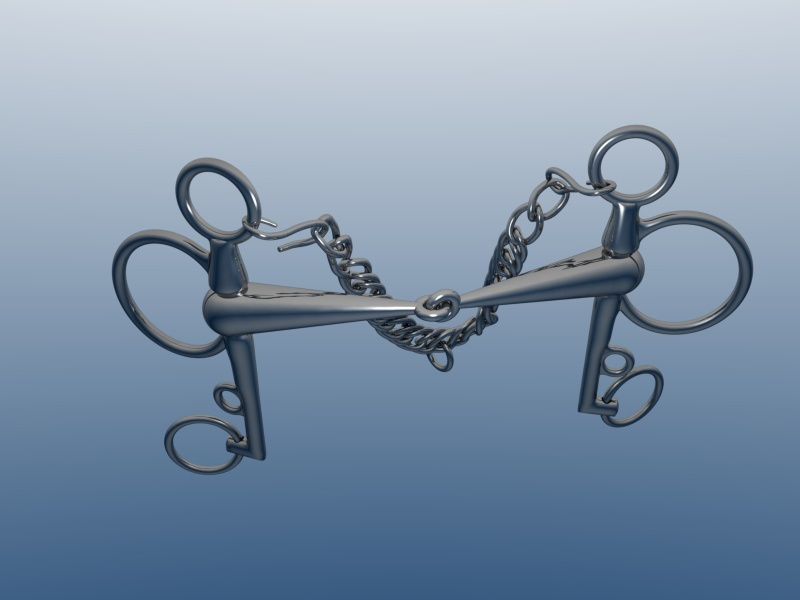
Mors Pelham à canon brisé.

Utilisé sur l'anneau du haut, le pelham est légèrement releveur. Ce mors est un peu plus puissant qu'un filet.
Utilisé sur l'anneau du bas, le pelham est abaisseur. Dans cette utilisation, le pelham est un mors extrêmement puissant.
Utilisé avec une « alliance », terme désignant un passant de cuir reliant les deux anneaux, sur lequel sont fixés les rênes, sa puissance devient variable, suivant un principe identique au mors espagnol, mais avec une sévérité accrue.
Utilisé à quatre rênes, il s'agit d'une alternative à la bride, bien que la précision soit bien moindre. Il fut le mors réglementaire de la cavalerie des États-Unis. Le pelham est souvent utilisé sur les chevaux de club à bouche dure : les cavaliers débutants à la main peu assurée peuvent ainsi le monter avec les rênes sur l'anneau du haut, les cavaliers plus confirmés avec des alliances, et les cavaliers chevronnés avec quatre rênes. Le tout, sans jamais avoir à démonter le bridon.